# Fulvio Salamanca
Fulvio Salamanca (Julio Werfiel Salamanca; * 19. August 1921 in Juan Bernabé Molina, Departamento Constitución, Provinz Santa Fe, Argentinien; † 25. Mai 1999) war ein argentinischer Tangopianist, Bandleader, Arrangeur und Tangokomponist.

## Leben
Salamanca wuchs in Las Varillas in der Provinz Córdoba auf. Er begann im Alter von sechs Jahren seine musikalische Ausbildung und erhielt bereits zwölfjährig einen Abschluss als Klavierlehrer. Mit Kindern seiner Nachbarschaft gründete er sein erstes Orchester namens Orquesta Mickey, mit dem er Tangos, Milongas und Walzer spielte. Als Juan D’Arienzo 1939 bei einer Tournee in Las Varillas gastierte, hörte er den jungen Pianisten und lud ihn zu einem Vorspielen nach Buenos Aires ein. So kam es, dass Salamanca 1940 Mitglied des Orchesters D'Arienzos wurde, dem er bis 1957 angehörte. Dieses bestand u. a. aus den Bandoneonisten Héctor Varela, Jorge Ceriotti und Alberto San Miguel, Salamanca als Pianist, den Geigern Cayetano Puglisi, Jaime Ferrer und Blas Pensato, dem Bassisten Olindo Sinibaldi und den Sängern Alberto Reynal und Carlos Casares (später Héctor Mauré). Mit D'Arienzo nahm Salamanca 380 Titel auf, darunter Entre dos fuegos von Carlos López Buchardo und  Sin barco y sin amor von Erma Suárez und Enrique Lary.
1957 gründete Salamanca gemeinsam mit dem Bandoneonisten Eduardo Cortti sein eigenes Orchester. Dieses bestand in der ersten Besetzung aus Cortti, Luis Magliolo, Adolfo Gómez und Julio Esbrez (Bandoneon), Elvino Vardaro, Aquiles Aguilar, Lázaro Becker, Jorge González und Edmundo Baya (Geige), Ítalo Bessa (Bass) und den Sängern Jorge Garré und Andrés Peyró. Im Laufe der Jahre gehörten dem Orchester u. a. die Bandoneonisten Osvaldo Rizzo, Osvaldo Piro und Oscar Bassil, die Geiger José Carli, Fernando Suárez Paz, Simón Bajour, Alberto Besprovan und Leo Lipesker, die Kontrabassisten Rafael del Bagno und Mario Monteleone und die Sänger Armando Guerrico, Julio Rodolfo, Mario Luna, Luis Roca, Luis Correa, Alberto Hidalgo und Carlos Nogués an.
Salamanca debütierte mit seinem Orchester im Juni 1957 bei Radio Splendid und nahm kurz darauf die ersten Titel beim Label Odeon auf (Chiqué von Ricardo Brignolo und Alma en pena von Anselmo Aieta). Er hatte Auftritte in Montevideo und unternahm 1961 eine Tournee durch Uruguay und Chile. Wegen seiner Sympathien zur Kommunistischen Partei hatte er schon seit seiner Zeit bei D'Arienzo mehrfach Probleme mit staatlichen Stellen und konnte nicht im Hörfunk und Fernsehen auftreten.
Ende 1960 gründete er ein Trio mit dem Bandoneonisten Julio Esbrez und dem Bassisten Alberto Celenza, der später durch Ángel Alegre ersetzt wurde. Für den japanischen Markt nahm er in Buenos Aires zwei Alben auf, eines 1966 mit europäischen Tangos und eines 1968 mit japanischen Weisen im Tangostil. Sie erschienen beim Label King Records. 1975 unternahm er eine dreimonatige Tournee durch mehrere große Städte Japans und nahm dort 24 Titel auf. 1987 gründete er ein Sextett, das mit dem Bandoneonisten Carlos Niesi beim Label Almalí eine LP einspielte.
Insgesamt umfasst die Diskographie Salamancas um die 165 Titel, darunter 36 zwischen 1957 und 1963 bei Odeon, 11 im Jahr 1961 bei Philips und 60 zwischen 1964 und 1969 bei Music Hall. Zu seinen Kompositionen zählen die Tangos Tomá estas monedas (mit D'Arienzo, Text von Carlos Bahr), Matraca, Viento sur und Muñeco saltarín (instrumental), Amarga sospecha und Se-pe-ño-po-ri-pi-ta-pa (Text von Bahr), die Milonga Ana María (Text von Nolo López) und der Walzer Eterna (Text von Bahr).